# Hayden Christensen
Hayden Christensen (født 19. april 1981 i Vancouver, Canada), med danske rødder, er en skuespiller, som er mest kendt for sin rolle som unge Anakin Skywalker i Star Wars episoderne 2 og 3. Han har desuden spillet med i andre film, såsom Jumper hvor Rachel Bilson var hans medspiller, som senere blev hans daværende forlovede.
Han gør også en relativt kort entré i DVD-genudgivelsen fra 2004, Star Wars-trilogien, hvor han i slutningen af Return of the Jedi optræder som den spøgelsesagtige skikkelse af Anakin, ved siden af Yoda og Obi-Wan Kenobi.
Den 29. oktober 2014 blev Christensen og Rachel Bilson forældre til en pige, som fik navnet Briar Rose.

## Filmografi
- In the Mouth of Madness (1995)
- Strike! (1998)
- The Virgin Suicides (1999)
- Life as a House (2001)
- Star Wars Episode II: Klonernes angreb (2002)
- Shattered Glass (2003)
- Star Wars Episode VI: Jediridderen vender tilbage, dvd-genudgivelsen (2004) – (den originale film var fra 1983)
- Star Wars Episode III: Sith-fyrsternes hævn (2005)
- Factory Girl (2006)
- Awake (2007)
- Virgin Territory (2007)
- Jumper (2008)
- New York, I Love You (2009)
- Quantum Quest: A Cassini Space Odyssey (2010)
- Takers (2010)
- Vanishing on Seventh Street (2010)
- American Heist (2014)
- Outcast (2014)
- 90 Minutes in Heaven (2015)
- First Kill (2017)